# Половникова, Светлана Александровна
Светлана Александровна Половникова (укр. Світлана Олександрівна Половнікова; род. 1946) — музейный деятель, краевед и педагог, старший научный сотрудник Черниговского областного исторического музея имени Василия Тарновского.

## Биография
Родилась 13 июля 1946 в Чернигове в семье инженера-экономиста Александра Васильевича Половникова и его жены — врача Тамары Александровны Каришевой.
Училась в черниговской школе № 6, окончила семь классов в школе № 2. В 1964 году окончила Киевский техникум лёгкой промышленности, работала на Черниговском комбинате синтетического волокна. В 1971 году окончила Московский государственный историко-архивный институт.
Затем более сорока лет своей жизни отдала музейному делу, работая в должности заведующей отделом, старшим научным сотрудником Черниговского исторического музея имени В. Тарновского. Является одним из авторов нынешней экспозиции музея и многочисленных выставок.
Занималась исследованиями истории Черниговщины от древнейших времен до начала XX века. По результатам своих исследований выступала с докладами на конференциях, автор научных статей и каталогов.
Входила в состав авторских коллективов энциклопедического справочника «Черниговщина», «Истории городов и сел Украинской ССР», «Свода памятников истории и культуры», «Черниговщина инкогнито». Является членом редколлегии «Сокровищница украинской культуры».
С. А. Половникова печатается на страницах профессиональных изданий, готовит историко-краеведческие программы для радио и телевидения. Проводит содержательные экскурсии, в том числе по историческим местам. Является членом Национального союза краеведов Украины, многолетним вице-президентом областного клуба «Краевед», членом международной музейной организации ICOM.
В 1972—1974 годах Светлана Александровна преподавала исторические дисциплины на историческом факультете Черниговского государственного педагогического института им. Т. Г. Шевченко (ныне Национальный университет «Черниговский коллегиум» имени Т. Г. Шевченко).
Проживет в Чернигове.
Заслуженный работник культуры Украины (1998), лауреат Черниговской областной премии имени Миихайла Коцюбинского (2011).